# جرم اتمی نسبی

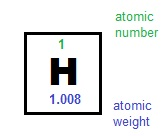
عدد اتمی و وزن اتمی

جرم اتمی نسبی با نماد Ar یک کمیت بدون بعد فیزیکی است که برابر است با نسبت جرم اتم یک عنصر (از یک منبع مشخص) به ۱/۱۲ جرم یک اتم کربن-۱۲ (شناخته شده با نام یکای جرم اتمی) هنگامی که از این کمیت استفاده می‌شود دیگر هیچ توضیح بیشتری داده نمی‌شود. آیوپاک برای اشاره به وزن اتمی استاندارد برای کاربرد برای مواد معمولی در آزمایشگاه‌ها این فهرست را منتشر کرد. امروزه در کتاب‌ها، منابع تبلیغاتی، جدول‌ها و… از این کمیت بهره برده می‌شود.
گاهی عبارت وزن اتمی (یک عنصر) بجای جرم اتمی نسبی بکار می‌رود. از سال ۱۹۶۰ به این سو کاربرد نام وزن اتمی معمول تر از جرم اتمی نسبی بوده‌است.

## تعریف
تعریف آیوپاک برای وزن اتمی چنین است:
وزن اتمی یک عنصر (جرم اتمی نسبی) با توجه به یک منبع داده‌های مشخص، عبارت است از نسبت میانگین جرم در اتم یک عنصر به ۱/۱۲ جرم یک اتم کربن-۱۲
با توجه به آنچه توضیح داده شد، وزن اتمی یک عنصر بسته به اینکه از چه منبعی است می‌تواند اندازه‌های گوناگونی داشته باشد. برای نمونه بور ترکیه وزن اتمی کمتری نسبت به بور کالیفرنیا دارد و این به دلیل داشتن ترکیب ایزوتوپی متفاوت در آن دو است. البته به دلیل هزینه و دشواری‌های پردازش ایزوتوپی محصول، معمول است که از جدول‌ها و اندازه‌های وزن اتمی استاندارد که همیشه در دسترس است، در آزمایشگاه‌ها بهره برده شود.

## تعیین وزن اتمی
وزن‌های اتمی امروزی با کمک جرم اتمی اندازه‌گیری شده برای هر هسته و ترکیب ایزوتوپ‌ها محاسبه می‌شود. امروزه جرم‌های اتمی تقریباً همهٔ عنصرهای ناپرتوزا، با دقت بسیار بالا در دسترس است.
الگو:Bipm.org/kcdb/ اما ترکیب ایزوتوپ‌ها چون در نمونه‌های گوناگون می‌تواند متفاوت باشد، اندازه‌گیری با دقت بالا را دشوار می‌کند.
| ایزوتوپ | جرم اتمی               | فراوانی     | فراوانی      |
| ایزوتوپ | جرم اتمی               | استاندارد   | بازه         |
| ------- | ---------------------- | ----------- | ------------ |
| ۲۸Si    | ۲۷٫۹۷۶ ۹۲۶ ۵۳۲ ۴۶(۱۹۴) | ۹۲٫۲۲۹۷(۷)% | ۹۲٫۲۱–۹۲٫۲۵٪ |
| ۲۹Si    | ۲۸٫۹۷۶ ۴۹۴ ۷۰۰(۲۲)     | ۴٫۶۸۳۲(۵)%  | ۴٫۶۹–۴٫۶۷٪   |
| ۳۰Si    | ۲۹٫۹۷۳ ۷۷۰ ۱۷۱(۳۲)     | ۳٫۰۸۷۲(۵)%  | ۳٫۱۰–۳٫۰۸٪   |

برای نمونه وزن اتمی سیلیسیم که به ویژه در مترولوژی مهم است را بدست می‌آوریم: سیلیسیم در طبیعت دارای سه ایزوتوپ ۲۸Si و ۲۹Si و ۳۰Si است. جرم اتمی همهٔ این هسته‌ها با درستی یک در ۱۴ میلیارد برای ۲۸Si و یک در یک میلیارد برای بقیهٔ آن‌ها در دسترس است. با توجه به جدول، محاسبه چنین است:
Ar(Si) = (27.97693 × 0.922297) + (28.97649 × 0.046832) + (29.97377 × 0.030872) = ۲۸٫۰۸۵۴
برآورد عدم قطعیت کمی پیچیده‌است به ویژه که توزیع نمونه‌ای دلیلی ندارد که همیشه متقارن باشد. وزن‌های اتمی استانداردی که آیوپاک ارائه کرده‌است همه با فرض برآورد متقارن در عدم قطعیت‌ها است، برای همین مقدار پیشنهادی برای سیلیسیم ۲۸٫۰۸۵۵(۳) است. عدم قطعیت استاندارد نسبی در این مقدار برابر است با ۱‎×۱۰–۵ یا ۱۰ ppm. در سال ۲۰۱۰ آیوپاک تصمیم گرفت که برای اطمینان بیشتر فهرست وزن اتمی ۱۰ عنصر را بجای یک عدد ثابت به صورت یک بازه اعلام کند.

## جدول تناوبی برپایهٔ وزن اتمی
| ↓ دوره       |              |              |            |           |           |           |           |           |           |           |           |           |           |           |           |           |           |           |  |  |
| ۱            | H ۱٫۰۰۸      |              |            |           |           |           |           |           |           |           |           |           |           |           |           |           |           | He ۴٫۰۰۳  |  |  |
| ۲            | Li ۶٫۹۴۱     | Be ۹٫۰۱۲     |            |           |           |           |           |           |           |           |           |           | B ۱۰٫۸۱   | C ۱۲٫۰۱   | N ۱۴٫۰۱   | O ۱۶٫۰۰   | F ۱۹٫۰۰   | Ne ۲۰٫۱۸  |  |  |
| ۳            | Na ۲۲٫۹۹     | Mg ۲۴٫۳۱     |            |           |           |           |           |           |           |           |           |           | Al ۲۶٫۹۸  | Si ۲۸٫۰۹  | P ۳۰٫۹۷   | S ۳۲٫۰۷   | Cl ۳۵٫۴۵  | Ar ۳۹٫۹۵  |  |  |
| ۴            | K ۳۹٫۱۰      | Ca ۴۰٫۰۸     | Sc ۴۴٫۹۶   | Ti ۴۷٫۸۷  | V ۵۰٫۹۴   | Cr ۵۲٫۰۰  | Mn ۵۴٫۹۴  | Fe ۵۵٫۸۴  | Co ۵۸٫۹۳  | Ni ۵۸٫۶۹  | Cu ۶۳٫۵۵  | Zn ۶۵٫۳۹  | Ga ۶۹٫۷۲  | Ge ۷۲٫۶۳  | As ۷۴٫۹۲  | Se ۷۸٫۹۶  | Br ۷۹٫۹۰  | Kr ۸۳٫۸۰  |  |  |
| ۵            | Rb ۸۵٫۴۷     | Sr ۸۷٫۶۲     | Y ۸۸٫۹۱    | Zr ۹۱٫۲۲  | Nb ۹۲٫۹۱  | Mo ۹۵٫۹۴  | Tc [۹۸]   | Ru ۱۰۱٫۰۷ | Rh ۱۰۲٫۹۱ | Pd ۱۰۶٫۴۲ | Ag ۱۰۷٫۸۷ | Cd ۱۱۲٫۴۱ | In ۱۱۴٫۸۲ | Sn ۱۱۸٫۷۱ | Sb ۱۲۱٫۷۶ | Te ۱۲۷٫۶۰ | I ۱۲۶٫۹۰  | Xe ۱۳۱٫۲۹ |  |  |
| ۶            | Cs ۱۳۲٫۹۱    | Ba ۱۳۷٫۳۳    | 1 asterisk | Hf ۱۷۸٫۴۹ | Ta ۱۸۰٫۹۵ | W ۱۸۳٫۸۴  | Re ۱۸۶٫۲۱ | Os ۱۹۰٫۲۳ | Ir ۱۹۲٫۲۲ | Pt ۱۹۵٫۰۸ | Au ۱۹۶٫۹۷ | Hg ۲۰۰٫۵۹ | Tl ۲۰۴٫۳۸ | Pb ۲۰۷٫۲  | Bi ۲۰۸٫۹۸ | Po [۲۱۰]  | At [۲۱۰]  | Rn [۲۲۲]  |  |  |
| ۷            | Fr [۲۲۳]     | Ra [۲۲۶]     | 1 asterisk | Rf [۲۶۷]  | Db [۲۶۸]  | Sg [۲۶۹]  | Bh [۲۷۰]  | Hs [۲۶۹]  | Mt [۲۷۸]  | Ds [۲۸۱]  | Rg [۲۸۱]  | Cn [۲۸۵]  | Nh [۲۸۶]  | Fl [۲۸۹]  | Mc [۲۸۹]  | Lv [۲۹۳]  | Ts [۲۹۴]  | Og [۲۹۴]  |  |  |
|              |              |              |            |           |           |           |           |           |           |           |           |           |           |           |           |           |           |           |  |  |
| * لانتانیدها | * لانتانیدها | * لانتانیدها | La ۱۳۸٫۹۱  | Ce ۱۴۰٫۱۲ | Pr ۱۴۰٫۹۱ | Nd ۱۴۴٫۲۴ | Pm [۱۴۵]  | Sm ۱۵۰٫۳۶ | Eu ۱۵۱٫۹۶ | Gd ۱۵۷٫۲۵ | Tb ۱۵۸٫۹۳ | Dy ۱۶۲٫۵۰ | Ho ۱۶۴٫۹۳ | Er ۱۶۷٫۲۶ | Tm ۱۶۸٫۹۳ | Yb ۱۷۳٫۰۴ | Lu ۱۷۴٫۹۷ |           |  |  |
| ** آکتینیدها | ** آکتینیدها | ** آکتینیدها | Ac [۲۲۷]   | Th ۲۳۲٫۰۴ | Pa ۲۳۱٫۰۴ | U ۲۳۸٫۰۳  | Np [۲۳۷]  | Pu [۲۴۴]  | Am [۲۴۳]  | Cm [۲۴۷]  | Bk [۲۴۷]  | Cf [۲۵۱]  | Es [۲۵۲]  | Fm [۲۵۷]  | Md [۲۵۸]  | No [۲۵۹]  | Lr [۲۶۲]  |           |  |  |